# Phocoena
Phocoena is een geslacht van bruinvissen. Het wordt soms ook als Phocaena of Phocena geschreven, maar dit zijn jongere synoniemen.

## Taxonomie
Het geslacht telt de volgende nog bestaande soorten:
- Phocoena dioptrica – Brilbruinvis
- Phocoena phocoena – Bruinvis
- Phocoena sinus – Californische bruinvis of vaquita
- Phocoena spinipinnis – Bruinvis van Burmeister

Soms wordt ook de brilbruinvis (Phocoena dioptrica) in het aparte geslacht Australophocaena gerekend.
Verder werden vroeger ook volgende soorten tot dit geslacht gerekend:
- Phocoena australis, nu erkend als de dolfijn van Peale (Lagenorhynchus australis)
- Phocoena commersonii, nu erkend als de kortsnuitdolfijn (Cephalorhynchus commersonii)
- Phocoena obtusata, nu erkend als de brilbruinvis
- Phocoena phocaenoides, nu erkend als de Indische bruinvis (Neophocaena phocaenoides)
- Phocoena rondeletti, nu erkend als de gewone bruinvis
- Phocoena vomerina, nu erkend als de gewone bruinvis